# MS Ventura
El MS Ventura es un crucero de la clase Grand operado por P&O Cruises. El barco de 116.017 toneladas fue construido por Fincantieri en su astillero en Monfalcone, Italia y tiene 288,6 m (947 pies) de largo. Entró oficialmente en servicio con la compañía en abril de 2008 y fue bautizado por la actriz Helen Mirren. El Ventura se sometió a una reparación en el astillero Blohm & Voss en Hamburgo, Alemania, durante marzo y abril de 2013, y volvió a entrar en servicio el 7 de abril de 2013 con un viaje a España y Portugal.